# Vaandelgroet
Een vaandelgroet is een militaire parade waarbij de krijgsmacht de vaandels van de regimenten en mogelijk ook andere vaandels meevoert. De parade wordt afgenomen door een door deze bijzondere plechtigheid geëerde persoon, gewoonlijk het staatshoofd. De vaandels "groeten" het staatshoofd en zij vertegenwoordigen daarbij de regimenten en de instituten en instellingen die met die vaandels bedacht zijn.
De vaandelgroet is een eerbetoon dat de verbondenheid verbeeldt tussen het staatshoofd en de onderdelen van zijn krijgsmacht.

## Vaandelgroet in Nederland

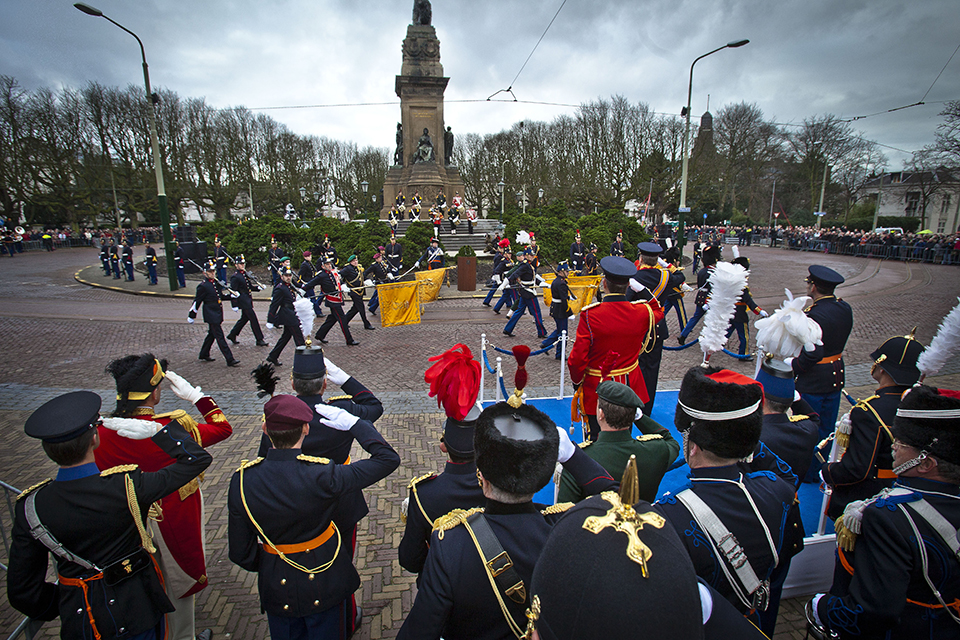
Den Haag, 9 januari 2014 Vaandelgroet aan Koning Willem Alexander

Het Nederlandse leger bracht op 31 mei 1980, een maand na haar abdicatie een vaandelgroet aan prinses Juliana. Deze vaandelgroet was bescheiden gehouden en vond in beslotenheid plaats op het terrein van Paleis Soestdijk. 
Op 9 januari 2014 werd aan de pas aangetreden koning Willem-Alexander der Nederlanden een vaandelgroet gebracht. Het Nederlandse leger bestond die dag precies 200 jaar. Op 9 januari 1814 ondertekende koning Willem I der Nederlanden immers het besluit tot oprichting van "een staande armee".
Deze vaandelgroet vond plaats op het Plein 1813 in Den Haag. Een en ander werd met groot ceremonieel uitgevoerd en het publiek mocht toekijken. De koning was gekleed in het ceremoniële tenue van een opperofficier van de Koninklijke Landmacht en droeg grootlint en ster van de Militaire Willems-Orde. Ook 1000 van de andere 1500 aanwezige militairen droegen hun ceremoniële tenues.
De koning werd door de Koninklijke Militaire Kapel, de Regimentsfanfare Garde Grenadiers en Jagers, een detachement van de Koningscompagnie en een detachement van het Cavalerie Ere-escorte van Paleis Noordeinde naar het Plein 1813 begeleid.  
Voorafgaand aan de vaandelgroet kreeg de koning een sabel aangeboden. De koning heeft, ook volgens de traditie, daarop een muntstuk gegeven aan de man van wie hij de sabel kreeg, in dit geval was dat de Luitenant-generaal Mart de Kruif.
De koning nam zijn plaats in op een klein podium en nam de vaandelgroet staande in ontvangst. Met het Fanfarekorps Bereden Wapens voorop marcheerden zes vaandel- en standaardgroepen op. Zij droegen 24 vaandels.
De vaandels waren die van alle regimenten van de Koninklijke Landmacht en de Koninklijke Militaire Academie en Koninklijke Militaire School.
Achter de vaandels defileerden de detachementen van alle regimenten en korpsen van de Koninklijke Landmacht voor de koning. Het defilé werd afgesloten met het Wilhelmus. Na afloop van de ceremonie marcheerde het Fanfarekorps van de Bereden Wapens met de detachementen vanaf Plein 1813 terug naar het Paleis Noordeinde. De achterste eenheid vormde daarbij een erehaag voor het vertrek van de Koninklijke stoet, de koning kwam en vertrok in een open gala berline, gevormd.